# Radiumchlorid
Radiumchlorid ist ein weißer Feststoff, der im Dunkeln von selber leuchtet. Im Laufe der Zeit färbt sich Radiumchlorid durch Radiolyse gelblich.

## Gewinnung und Darstellung
Marie Curie gewann aus Pechblende die erste Probe des Elementes in Form des Chlorids. Wasserfreies Radiumchlorid wird hergestellt, indem man das Sulfat bei 300 °C entwässert und dann in einer Quarzröhre bei Rotglut mit gasförmigem Chlorwasserstoff umgesetzt wird.

## Eigenschaften
Radiumchlorid ist schwach paramagnetisch und hat eine magnetische Suszeptibilität von +1,05 · 106. Aus wässriger Lösung kristallisiert Radiumchlorid als Dihydrat aus, das isomorph mit Bariumchlorid BaCl2·2H2O ist. Das frisch kristallisierte Salz ist farblos, färbt sich aber durch Radiolyse durch Alphastrahlung mit der Zeit gelb.

## Verwendung
Das Chlorid des Nuklids 223Ra wird unter dem Markennamen Xofigo® zur Knochenmetastasentherapie bei Prostatakrebs verwendet. Das Chlorid des Nuklids 224Ra kommt bei der Behandlung von Morbus Bechterew zur Anwendung

## Behandlung von Knochenmetastasen
Xofigo wird in der Nuklearmedizin zur Behandlung von Knochenmetastasen bei kastrationsresistentem Prostatakarzinom eingesetzt. Die Belastung mit Knochenmetastasen wird durch eine Knochenszintigraphie ermittelt. Weitere Voraussetzung ist der Nachweis durch Computertomographie, dass sich keine Metastasen im Abdomen oder in der Lunge gebildet haben. Außerdem ist Voraussetzung, dass zwei vorausgehende Therapielinien nicht mehr gegen die Metastasierung wirken. Die Unbedenklichkeit der Behandlung wird durch ein Blutbild abgesichert. Xofigo wird durch Injektion verabreicht. Die Dosierung wird individuell nach Körpergröße und -gewicht festgelegt. Davor und während der Injektion wird eine Infusion durch eine isotone Kochsalzlösung verabreicht. Xofigo wird im Abstand von jeweils einem Monat in einem Zyklus von sechs Monaten injiziert.
Nach drei Monatsterminen der Injektion wird der Behandlungserfolg durch erneutes Knochenszintigramm, PSA-Wert und Blutbild zwischengeprüft. Im Fall der Unwirksamkeit wird die Xofigo-Therapie abgebrochen.